# Max Butting
Max Butting (født 6. oktober 1888 Berlin, Tyskland, død 13. juli 1976) var en tysk komponist, dirigent og sanger.
Butting studerede komposition, direktion og sang på Akademiet for Tonekunst i München. Han var inaktiv under nazismen i Tyskland under anden Verdenskrig, men forsatte sin karriere efter krigen, og var med til at grundlægge Tysk Akademi for kunst. Butting arbejde som teknikker på Radioen i Berlin.
Han har skrevet 10 symfonier, 2 sinfoniettas, orkesterværker, kammermusik, instrumentalværker, vokalmusik etc.
Butting var i starten inspireret af Anton Bruckner og Max Reger, men dannede op igennem 1920´erne en personlig stil med præg af neoklassiske og ekspressionistiske tendenser, med dissonanser og indimellem atonalitet i sin musik.

## Udvalgte værker
- Symfoni nr. 1 (1922) - for 16 instrumenter
- Kammersymfoni (nr. 2) (1923) - for 13 instrumenter
- Symfoni nr. 3 (1928) - for orkester
- Symfoni nr. 4 (1942) - for orkester
- Symfoni nr. 5 (1943) - for orkester
- Symfoni nr. 6 (1945, Rev. 1953) - for orkester
- Symfoni nr. 7 (1949) - for orkester
- Symfoni nr. 8 "Ferie rejsen" (1952) - for orkester
- Symfoni nr. 9 (1956) - for orkester
- Symfoni nr. 10 (1963) - for orkester
- Sinfonietta nr. 1 (1929) - for banjo og kammerorkester
- Sinfonietta nr. 2 (1960) - for orkester
- Symfoniske variationer (1953) - for orkester
- Klaverkoncert (1964) - for klaver og orkester
- Fløjtekoncert (1950) - for fløjte og orkester
- 10 Strygerkvartetter (1914-1971)
- Dødsdans Passacaglia (1947) - for orkester